# Гранитное (Житомирская область)
Гранитное (укр. Гранітне) — посёлок, входит в Коростенский район Житомирской области Украины. 

## История
3 марта 1987 года поселение получило статус посёлка городского типа.
В январе 1989 года численность населения составляла 1692 человека.
В марте 1995 года Верховная Рада Украины внесла находившийся в посёлке щебневый завод в перечень предприятий, приватизация которых запрещена в связи с их общегосударственным значением.
По состоянию на 1 января 2013 года численность населения составляла 1506 человек.

## Местная власть
11601 Житомирська обл., Коростеньский р-н, м. Малин  (укр.)